# Dorcopsis atrata
Dorcopsis atrata là một loài động vật có vú trong họ Macropodidae, bộ Hai răng cửa. Loài này được Van Deusen mô tả năm 1957.
Đây là loài đặc hữu một hòn đảo ở phía đông của New Guinea, nơi môi trường sống tự nhiên của loài này là các khu rừng khô nhiệt đới hoặc cận nhiệt đới. Loài này bị đe dọa do mất môi trường sống và săn bắn, số lượng loài này đang giảm sút.